# Schrankia balneorum
Schrankia balneorum is een vlinder uit de familie van de spinneruilen (Erebidae). De wetenschappelijke naam van de soort is voor het eerst geldig gepubliceerd in 1880 door Alpheraky.
Deze nachtvlinder komt voor in Europa.